# Парламент Бурунди
Парламент Бурунди (фр. Parlement du Burundi) — двухпалатный парламент Бурунди, состоящий из двух палат:
- Верхняя палата — Сенат Бурунди;
- Нижняя палата — Национальное собрание Бурунди.

В Сенате насчитывается 54 сенатора, в Национальном собрании — 100 депутатов.